# Rubén Pulido
Rubén Martín Pulido (Madrid, 2 de febrero de 1979) es un exfutbolista español que jugaba como defensa.

## Trayectoria
Se formó en la cantera del Real Madrid C. F., desde donde pasó a la U. B. Conquense y Getafe C. F. en Segunda División B. Posteriormente, militó en Real Sporting de Gijón y Rayo Vallecano de Madrid, en Segunda División, para dar el salto a Primera en la temporada 2004-05, de nuevo en el Getafe. Fue titular en la final de la 2006-07, la primera que disputó el club azulón en su historia.
En la temporada 2007-08 fichó por la U. D. Almería por dos temporadas. Sin embargo, solo llegó a cumplir una ya que el 24 de agosto de 2008 se hizo oficial su traspaso al Real Zaragoza. En 2010 firmó por el Asteras Tripolis F. C. para jugar en la Superliga de Grecia. En 2012, recaló en las filas del Aris Salónica F. C.

## Clubes
| Club                     | País   | Año       |
| ------------------------ | ------ | --------- |
| Real Madrid C. F. "C"    | España | 1999-2000 |
| U. B. Conquense          | España | 2000-2001 |
| Getafe C. F.             | España | 2001-2002 |
| Rayo Vallecano de Madrid | España | 2002-2003 |
| Real Sporting de Gijón   | España | 2003      |
| Rayo Vallecano de Madrid | España | 2003-2004 |
| Gefafe C. F.             | España | 2004-2007 |
| U. D. Almería            | España | 2007-2008 |
| Real Zaragoza            | España | 2008-2010 |
| Asteras Tripolis F. C.   | Grecia | 2010-2012 |
| Aris Salónica F. C.      | Grecia | 2012-2014 |